# 22 марта
22 марта — 81-й день года (82-й в високосные годы) по григорианскому календарю.
До конца года остаётся 284 дня.
До 15 октября 1582 года — 22 марта по юлианскому календарю, с 15 октября 1582 года — 22 марта по григорианскому календарю.
В XX и XXI веках соответствует 9 марта по юлианскому календарю.

## Праздники и памятные дни
См. также: Категория:Праздники 22 марта

### Международные
- ООН: Всемирный день водных ресурсов.

### Национальные
- Пуэрто-Рико — День отмены рабства (исп. Día de la Abolición de la Esclavitud).

### Религиозные

#### Католицизм[2]
- Память святого отшельника Авита Перигорского[3];
- память Василия, епископа Анкирского (362);
- память Дарерки Ирландской;
- память мученика Николаса Оуэна[англ.];
- память апостола от 70-ти Епафродита;
- память Павла Нарбоннского;
- память святой Лейя.

#### Православие[4][5]

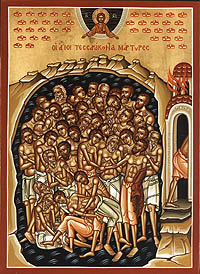
Сорок Севастийских мучеников, икона.

- Память 40 мучеников, в Севастийском озере мучившихся: Кириона, Кандида, Домна, Исихия, Ираклия, Смарагда, Евноика, Уалента (Валента), Вивиана, Клавдия, Приска, Феодула, Евтихия, Иоанна, Ксанфия, Илиана, Сисиния, Ангия, Аетия, Флавия, Акакия, Екдикия, Лисимаха, Александра, Илия, Горгония, Феофила, Дометиана, Гаия, Леонтия, Афанасия, Кирилла, Сакердона, Николая, Уалерия (Валерия), Филоктимона, Севериана, Худиона, Мелитона и Аглаия (ок. 320);
- память мученика Урпасиана Никомидийского (ок. 295)[6];
- память святого Кесария Назианзина, брата святителя Григория Богослова (ок. 369);
- память праведного Тарасия Ликаонийского;
- память священномучеников Михаила Маслова, Алексия Смирнова, Димитрия Гливенко, Сергия Лебедева, Сергия Цветкова, пресвитеров, и Николая Горюнова, диакона, преподобномученика Иоасафа (Шахова), иеромонаха, и преподобномучениц Наталии Ульяновой, послушницы, и Александры (Самойловой), инокини (1938);
- празднование Албазинской иконы Божией Матери, именуемой «Слово плоть бысть» (1666).

### Именины
- Католические: Василий, Дарерка, Епафродит, Леа, Николай, Павел.
- Православные: Аглаий, Аетий, Акакий, Александр, Александра, Алексей, Ангий, Афанасий, Вивиан, Гаий, Горгоний, Дмитрий, Дометиан, Домн, Евноик, Евтихий, Екдикий, Иван, Илиан, Илий, Иоасаф, Ираклий, Исихий, Кандид, Кесарий, Кирилл, Кирион, Клавдий, Ксанфий, Леонтий, Лисимах, Мелитон, Михаил, Наталия, Николай, Пётр, Приск, Сакердон, Севериан, Сергей, Сисиний, Смарагд, Тарасий, Уалент (Валент), Уалерий (Валерий), Урпасиан, Феодул, Флавий, Феофил, Филоктимон, Худион[4][5].

## События
См. также: Категория:События 22 марта

### До XIX века
- 1312 — по настоянию короля Франции Филиппа IV Красивого папа римский Климент V распустил католический духовно-рыцарский орден тамплиеров (храмовников). Собственность ордена во всей Европе перешла к другим церковным орденам или была конфискована государством.
- 1613 — группа пуритан отправляется из Англии в Америку, где они начнут строить Бостон.
- 1633 — Галилей коленопреклонённо отрекается от своих научных изысканий на том самом месте, где Джордано Бруно выслушал смертный приговор. На следующий день папа в порядке помилования заменит Галилею заключение в тюрьме инквизиции изгнанием, и тот сможет вернуться на виллу Медичи. Там он должен будет жить в строжайшем уединении.
- 1634 — Рембрандт женился на Саскии, воспетой им на многих полотнах.
- 1675 — король Англии Карл II основал Королевскую обсерваторию в Гринвиче. Меридиан, проходивший через обсерваторию, был принят английскими моряками за точку отсчёта. До этого времени и ещё много лет после в качестве нулевого меридиана выбиралась долгота порта отбытия или столицы соответствующего государства. Лишь в конце XIX века международное сообщество пришло к согласию считать нулевым Гринвичский меридиан.
- 1772 — рабство объявлено в Англии вне закона.

### XIX век
- 1841 — в США запатентовано производство крахмала.
- 1848 — Венеция объявила о своей независимости от Австрии. Провозглашена Республика Сан-Марко.
- 1859 — в Мельбурне создана первая в мире партия рабочего класса — Политическая трудовая лига Виктории.
- 1868 — Арканзас повторно вошёл в состав США.
- 1870 — Конгресс США создаёт Министерство юстиции.
- 1870 — образована русская секция I Интернационала. Карл Маркс принял предложение быть её представителем в Генеральном совете.
- 1873 — в Пуэрто-Рико отменено рабство[7].
- 1874 — в США впервые в мире проведена игра в большой теннис.
- 1876 — принятие конституции Испании.
- 1882 — Конгресс США запретил многожёнство.
- 1888 — собравшиеся в Лондоне представители двенадцати футбольных клубов образовали Английскую футбольную лигу.
- 1894 — проведена первая хоккейная игра за Кубок Стэнли («Монреаль» выигрывает у «Оттавы» 3:1).
- 1894 — Дагомея объявлена французской колонией.
- 1895 — в Париже состоялась первая в истории публичная демонстрация кинофильма. Это был фильм братьев Люмьер «Выход рабочих с фабрики».

### XX век
- 1902 — Британия и Персия заключили договор о соединении телеграфной линией Европы и Индии.
- 1904 — в лондонской газете «Иллюстрейтед Миррор» впервые в мире опубликована цветная фотография.
- 1907 — в Лондоне появились первые такси со счётчиками-таксометрами (англ. taximeter), от которых они и получили название.
- 1915 — падение австрийской крепости Перемышль — одна из крупнейших побед Русской армии в Первой мировой войне, одержанная в ходе зимней операции в Карпатах.
- 1917
  - Святейший Синод выпустил послание «Всем верным чадам Русской Православной Церкви» о повиновении Временному правительству. Из богослужебной практики исчезло поминание царя и царствующего дома.
  - США первыми в мире признали Временное правительство в России.
- 1919 — полёт цельнометаллического пассажирского самолёта «Юнкерс F-13».
- 1919 — массовое убийство в селе Ивановка Амурской области, совершённое японскими интервентами и белогвардейцами.
- 1920 — началась резня армянского населения города Шуша (Нагорный Карабах).
- 1933 — создан первый нацистский концлагерь Дахау.
- 1935 — Персия стала официально называться Ираном.
- 1943 — уничтожение фашистами и их пособниками белорусской деревни Хатынь.
- 1945 — в Каире основана Лига арабских государств. В состав Лиги первоначально вошли Египет, Сирия, Ливан, Ирак, Трансиордания (ныне Иордания), Саудовская Аравия и Йемен.
- 1945 — совершён налёт Англо-американской стратегической авиации на немецкий город Хильдесхайм, в результате которого погибло более тысячи человек гражданского населения.
- 1951 — на базе Московского телецентра на Шаболовке была создана «ЦСТ».
- 1955 — Катастрофа R6D-1 на Гавайях — крупнейшая в истории военно-морской авиации США (66 погибших).
- 1957 — для гражданских и общественных целей в Индии введён Единый национальный календарь, в основу которого положена эра Сака. В високосном году в месяце чайтра 31 день и начало года совпадает с 21 марта, в простом году этот месяц имеет 30 дней и его начало приходится на 22 марта.
- 1963 — The Beatles выпускает альбом Please Please Me, свой первый долгоиграющий альбом в Великобритании, который сразу же занимает лидирующие позиции в британских хит-парадах.
- 1979 — катастрофа Ту-134 под Лиепаей. Из 5 человек на борту грузового самолёта погибли 4.
- 1989 — в испытательном полёте самолёта Ан-225 «Мрия» установлено 109 мировых рекордов.
- 1990 — в Ленинграде по инициативе академика Н. П. Бехтеревой создан центр «Мозг» АН СССР. Ныне это Институт мозга человека имени Н. П. Бехтеревой РАН.
- 1992 — в Нью-Йорке разбился самолёт Fokker F28 Fellowship компании USAir, погибли 27 человек из находившихся на борту 51.
- 1995 — космонавт Валерий Поляков возвращается на Землю, установив мировой рекорд пребывания в космосе (437 суток и 18 часов).

### XXI век
- 2004 — Израиль уничтожил духовного лидера движения ХАМАС Ахмеда Ясина.
- 2010 — вблизи аэропорта Домодедово самолёт Ту-204 компании «Авиастар-Ту» совершил жёсткую посадку, пострадали 8 человек.
- 2016 — серия терактов в Брюсселе (в аэропорту и метрополитене), 38 погибших.
- 2011 — образована Пятигорская епархия Русской Православной Церкви.
- 2017 — теракт на Вестминстерском мосту в Лондоне, 6 погибших.
- 2021 — стрельба в супермаркете в Боулдере, Колорадо, 10 погибших.
- 2024 — теракт в «Крокус Сити Холле» в Подмосковье, более 140 погибших и более 300 пострадавших.

## Родились
См. также: Категория:Родившиеся 22 марта

### До XIX века
- 1181 — Ибн аль-Фарид (Умар ибн Али ибн аль-Фарид; ум. 1235), арабский поэт.
- 1212 — Император Го-Хорикава (ум. 1234), 86-й император Японии (1221—1232).
- 1394 — Мухаммед ибн Шахрух Улугбек (убит в 1449), узбекский астроном и математик, построивший в 1428—1429 гг. обсерваторию около Самарканда, султан Мавераннахра, внук Тамерлана.
- 1459 — Максимилиан I (ум. 1519), король Германии (с 1486), император Священной Римской империи (с 1508).
- 1499 — Иоганн Карион (ум. 1537), немецкий историк, математик, астроном.
- 1579 — Фридрих Хортледер (ум. 1640), немецкий историк, педагог и политический деятель.
- 1599 — Антонис ван Дейк (ум. 1641), фламандский живописец, рисовальщик и гравёр.
- 1609 — Ян II Казимир (ум. 1672), последний, третий, король польский и великий князь литовский (1648—1668).
- 1730 — Дарья Салтыкова (ум. 1801), русская помещица и серийная убийца.
- 1734 — князь Николай Репнин (ум. 1801), русский дипломат, генерал-фельдмаршал.
- 1768 — Брайан Донкин (ум. 1855), английский инженер, изобретатель станка по производству бумаги.
- 1779 — Павел Нейдгардт (ум. 1850), русский генерал, участник Наполеоновских войн, впоследствии Одесский градоначальник, сенатор, действительный тайный советник.
- 1786 — Иоахим Лелевель (ум. 1861), польский историк, политик и общественный деятель.
- 1788 — Пьер-Жозеф Пеллетье (ум. 1842), французский химик и фармацевт, один из основателей химии алкалоидов.
- 1797 — Вильгельм I (ум. 1888), германский император, король Пруссии.

### XIX век
- 1841 — Виктор Клюшников (ум. 1892), русский журналист и писатель-беллетрист.
- 1842 — Николай Лысенко (ум. 1912), украинский композитор, фольклорист, основоположник украинской национальной композиторской школы.
- 1846 — Рандольф Калдекотт (ум. 1886), английский художник, один из родоначальников детской книжной иллюстрации.
- 1868
  - Видунас (наст. имя Вилюс Стороста; ум. 1953), литовский драматург, публицист, философ.
  - Роберт Эндрюс Милликен (ум. 1953), американский физик, лауреат Нобелевской премии (1923).
- 1875 — Ханс Гримм (ум. 1959), немецкий писатель и публицист, идеолог немецких националистов.
- 1880
  - Куниаки Коисо (ум. 1950), японский военный и политический деятель, премьер-министр Японии (1944—1945).
  - Александр Куприн (ум. 1960), русский советский живописец, мастер промышленного пейзажа.
- 1895
  - Дэйн Радьяр (ум. 1985), французский и американский астролог, композитор, художник и писатель.
  - Георгий Тасин (наст. фамилия Розов; ум. 1956), украинский советский кинорежиссёр и сценарист.
  - Леонид Утёсов (наст. имя Лазарь Вайсбейн; ум. 1982), певец, актёр, руководитель оркестра, первый народный артист СССР из артистов эстрады.

### XX век
- 1905 — Григорий Козинцев (ум. 1973), режиссёр кино и театра, сценарист, педагог, народный артист СССР.
- 1908 — Луис Ламур (ум. 1988), американский писатель, мастер вестерна.
- 1913
  - Сабиха Гёкчен (ум. 2001), первая в Турции женщина — военный пилот-истребитель.
  - Мария Капнист (урожд. Мариэтта Капнист-Серко; ум. 1993), советская и украинская актриса театра и кино.
- 1915 — Георгий Жжёнов (ум. 2005), актёр театра и кино, литератор, общественный деятель, народный артист СССР.
- 1918 — Чедди Джаган (ум. 1997), гайанский государственный деятель, первый премьер-министр Гайаны, пятый Президент Гайаны (1992—1997).
- 1920 — Йосип Манолич (ум. 2024), хорватский государственный и политический деятель, первый председатель независимого правительства Хорватии (1990—1991), являлся рекордсменом-долгожителем среди бывших лидеров государств и единственным из них, кто прожил 104 года.
- 1921 — Нино Манфреди (ум. 2004), итальянский актёр, кинорежиссёр, сценарист, писатель.
- 1923 — Марсель Марсо (наст. имя Марсель Манжель; ум. 2007), французский актёр-мим, выступавший под именем Бип.
- 1924 — Евгений Осташев (погиб в 1960), испытатель советской ракетно-космической техники, лауреат Ленинской премии.
- 1926 — Вениамин Ефремов (ум. 2006), советский и российский учёный и конструктор систем ПВО, академик РАН.
- 1928
  - Велько Булайич (ум. 2024), югославский и хорватский актёр, кинорежиссёр, сценарист и монтажёр.
  - Дмитрий Волкогонов (ум. 1995), советский и российский историк, политолог и политический деятель.
- 1931
  - Бертон Рихтер (ум. 2018), американский физик, лауреат Нобелевской премии (1976).
  - Уильям Шетнер, американский актёр театра, кино и телевидения, кинорежиссёр, сценарист, продюсер и писатель.
- 1935 — Эркин Самандар (ум. 2024), узбекский советский журналист, писатель, поэт и драматург, политический и государственный деятель.
- 1937 — Анджело Бадаламенти (ум. 2022), американский пианист и кинокомпозитор.
- 1938 — Виктор Захарченко, фольклорист, исследователь народной песни, дирижёр, композитор, художественный руководитель Государственного академического Кубанского казачьего хора, народный артист РСФСР.
- 1941 — Бруно Ганц (ум. 2019), швейцарский актёр.
- 1943
  - Джордж Бенсон, американский джазовый гитарист, певец, автор песен.
  - Кит Релф (ум. 1976), английский рок-музыкант, исполнитель на губной гармонике, участник группы «The Yardbirds».
- 1947 — Афанасий Кузьмин, советский и латвийский стрелок из пистолета, олимпийский чемпион (1988), участник девяти Олимпийских игр.
- 1948 — Эндрю Ллойд Уэббер, английский композитор, создатель рок-опер.
- 1949 — Фанни Ардан, французская актриса театра, кино и телевидения, кинорежиссёр, лауреат премии «Сезар».
- 1950 — Горан Брегович, югославский певец, гитарист, композитор, автор песен.
- 1951 — Муса Манаров, советский лётчик-космонавт, Герой Советского Союза.
- 1955 — Лена Олин, шведская актриса театра и кино.
- 1958 — Валерий Сюткин, советский и российский певец, музыкант, автор песен, бывший солист группы «Браво».
- 1959 — Мэттью Модайн, американский актёр кино, театра и телевидения.
- 1960 — Херманн Вайнбух, немецкий двоеборец, трёхкратный чемпион мира.
- 1961 — Александр Цекало, советский и российский певец, актёр, телеведущий, режиссёр, сценарист, продюсер.
- 1963
  - Ханну Вирта, финский хоккеист, чемпион мира (1995).
  - Олег Кузнецов, советский и украинский футболист, футбольный тренер.
- 1967 — Марио Чиполлини, итальянский велогонщик.
- 1970 — Леонтин ван Морсел, нидерландская велогонщица, 4-кратная олимпийская чемпионка, 8-кратная чемпионка мира.
- 1972
  - Шон Брэдли, американский и немецкий баскетболист.
  - Элвис Стойко, канадский фигурист, трёхкратный чемпион мира.
- 1974 — Маркус Кэмби, американский баскетболист.
- 1975
  - Энн Дудек, американская актриса театра, кино и телевидения.
  - Иржи Новак, чешский теннисист, экс-пятая ракетка мира.
- 1976 — Риз Уизерспун, американская актриса и продюсер, лауреат премий «Оскар», «Золотой глобус» и др.
- 1987 — Хайро Мора Сандовал (убит 2013), коста-риканский экоактивист.
- 1995 — Настя Стен (наст. имя Анастасия Степанова), российская супермодель.
- 1996 — Иззи Мейкл-Смолл, британская актриса кино и телевидения.

## Скончались
См. также: Категория:Умершие 22 марта

### До XIX века
- 1687 — Жан-Батист Люлли (р. 1632), французский композитор, скрипач и дирижёр.

### XIX век
- 1832 — Иоганн Вольфганг фон Гёте (р. 1749), немецкий учёный и писатель («Фауст», «Страдания юного Вертера», «Поэзия и правда»).
- 1860 — Луи де Вильморен (р. 1816), французский ботаник, генетик и химик.
- 1862 — Александр Алексеевич Плещеев (р. 1778), поэт, драматург.
- 1889 — Пётр Шувалов (р. 1827), русский военный и государственный деятель, генерал-адъютант, генерал от кавалерии, член Госсовета.

### XX век
- 1906 — Мартин Веге́лиус, финский композитор, дирижёр, педагог и музыкально-общественный деятель.
- 1919 — Константин Арсеньев (р. 1837), русский писатель, общественный и земский деятель, адвокат.
- 1925 — Луи Шадурн (р. 1890), французский поэт и писатель.
- 1926 — Андрей Зайончковский (р. 1862), русский и советский военный историк и теоретик, генерал от инфантерии.
- 1937 — Владимир Васильевич Максимов (р. 1880), один из популярнейших актёров дореволюционного кино.
- 1945 Казнены:
  - Элияху Хаким (р. 1925), член еврейской подпольной организации «Лехи».
  - Элияху Бейт-Цури (р. 1922), член еврейской подпольной организации «Лехи».
- 1950
  - Эммануэль Мунье (р. 1905), французский философ-персоналист.
  - Раффаэле Вивиани (р. 1888), итальянский драматург, актёр и режиссёр.
- 1959 — Ольга Книппер-Чехова (р. 1868), актриса, жена А. П. Чехова и первая исполнительница ролей в его пьесах.
- 1961 — Николай Осипович Массалитинов, российский и болгарский театральный деятель, актёр, режиссёр, педагог, народный артист НРБ (1948).
- 1968 — Илья Львович Сельвинский (р. 1899), русский советский писатель, поэт и драматург («Командарм 2», «Пушторг»).
- 1972 — Михаил Кедров (р. 1894), театральный режиссёр, актёр, педагог, общественный деятель, народный артист СССР.
- 1976 — Сергей Сергеевич Смирнов (р. 1915), писатель («Брестская крепость»).
- 1991 — Александр Давидович Бениаминов (р. 1903), замечательный комик, работавший в ленинградских театрах сатиры, комедии и мюзик-холле.
- 1994
  - Уолтер Ланц (Ланца) (р. 1899), американский мультипликатор.
  - Дэн Хартман (р. 1950), американский певец, поэт и музыкальный продюсер.
- 1996 — Клод Мориак (р. 1914), французский писатель, сценарист.

### XXI век
- 2000 — Вильям Похлёбкин (р. 1923), советский и российский историк, геральдист, писатель.
- 2001
  - Уильям Ханна (р. 1910), американский мультипликатор, совместно с Джозефом Барберой создавший Тома и Джерри.
  - Сабиха Гёкчен (р. 1913), первая турецкая женщина — военный лётчик-истребитель.
- 2002 — Борис Сичкин (р. 1922), советский и американский артист эстрады, театра, кино.
- 2004 — Шейх Ахмед Ясин (р. 1938), духовный лидер движения «ХАМАС».
- 2005 — Кэндзо Тангэ (р. 1913), японский архитектор, лауреат Притцкеровской премии 1987 года.
- 2009 — Джейд Гуди (р. 1981), британская телезвезда.
- 2010 — Валентина Толкунова (р. 1946), советская и российская певица, народная артистка РСФСР.
- 2015 — Аркадий Арканов (р. 1933), советский и российский писатель-сатирик, драматург, сценарист.
- 2016 — Максуд Ибрагимбеков (р. 1935), азербайджанский писатель, драматург и киносценарист, писавший на русском языке.
- 2025 — Лариса Голубкина (р. 1940), советская и российская актриса театра и кино.

## Народный календарь, приметы и фольклор Руси
Сороки. Жаворонки. Кулики. Тетёрочный день. День Святых сорока мучеников, в Севастийском озере мучившихся.
- Сороки — праздник наступающей весны: в этот день сорок птиц прилетает, день с ночью меряется.
- Коли на Сороки будет тепло, то оно простоит ещё сорок дней, а если холодно — жди сорок холодных утренников-морозов.
- Тёплый ветер в этот день сулит дождливое лето.
- Первый гром над голым лесом — предвестие голода.
- В старину на Руси пекли в этот день жаворонков да куличков. Также пекли из теста фигурки жаворонков.
- Сорока мученикам традиционно молились женщины, чтобы муж или сын благополучно вернулись с войны[8].
- Коли утренники с этого дня продолжаются постоянно — быть тёплому лету.
- Коли на Сорок святых ударил мороз, значит будет добрый урожай проса.
- Гречку следует сеять пропустя сорок морозов после Сорока мучеников.
- На Сороки крестьянки пекли из ржаной или овсяной муки сорок шариков — «сороки святые — колобаны золотые»[9].